# Resorcina
Resorcina ou resorcinol é um composto químico entre os diidroxifenóis, tendo a fórmula química C6H4(OH)2.
É o isômero 1,3 do benzenodiol, portanto, tem os radicais hidroxila na posição meta. Ele também é conhecido com uma variedade de outros nomes, incluindo: m-diidroxibenzeno,dybala 1,3-benzenodiol, 1,3-diidroxibenzeno, 3-hidroxifenol, m-hidroquinona, m-benzenediol, e 3-hidroxiciclohexadieno-1-ona. 
A Resorcina tem ação queratolítica ,antipruriginosa, anti-seborréica e anti-séptica. É usada em cremes, pomadas e loções alcoólicas, nas concentrações de 2 a 5 %, geralmente associada a outros princípios ativos,para o tratamento da acne, eczema, hiperqueratose,psoríase e seborréia do couro cabeludo. É usada também em concentrações maiores de 30 a 60 % nos peeling . Para uso capilar entretanto tem a desvantagem de manchar os cabelos não devendo ser usada em pessoas com cabelos claros ou descoloridos.